# Fundación CERMI Mujeres
La Fundación CERMI Mujeres es una organización sin ánimo de lucro creada en 2014 para conseguir que tanto las mujeres con discapacidad como aquellas que son cuidadoras de personas con discapacidad puedan disfrutar de sus derechos y libertades como personas.

## Dedicación
La Fundación surge como una respuesta de la sociedad civil ante la desigualdad de género que se ve aún más acusada entre las mujeres con discapacidad. Partiendo de la Convención sobre los Derechos de las Personas con Discapacidad, trabajan para hacer hincapié en la no discriminación, la igualdad de oportunidades, la inclusión en la comunidad, y para conseguir una vida independiente promoviendo simultáneamente el empoderamiento tanto a nivel personal como colectivo de mujeres y niñas con discapacidad.
La Fundación surgió como una necesidad de fortalecer el papel de las mujeres con discapacidad dentro de CERMI (Comité Español de Representantes de Personas con Discapacidad), compartiendo sus mismos valores y en concreto los que están presentes en la Convención Internacional sobre los Derechos de las Personas con Discapacidad y la Convención sobre la Eliminación de toda forma de Discriminación contra la Mujer.
Dentro de su labor reivindicativa, promueven una estrategia europea de igualdad de género ambiciosa, en línea con los planteamientos del Foro Europeo de la Discapacidad (EDF). También se intenta que la Ley Integral contra la Violencia de género sea realmente efectiva y que las niñas y mujeres con discapacidad, por su vulnerabilidad, tengan una protección reforzada. Igualmente se exige que se abandone la esterilización forzosa a la que están sometidas las mujeres con discapacidad, una práctica derogada formalmente el 18 de diciembre de 2020 después de una votación histórica en el Senado el 2 de diciembre de ese mismo año, coincidiendo con el Día Mundial de la Discapacidad. Como forma de promover la inclusión, dentro de los premios CERMI, la Fundación CERMI Mujeres concede un premio a la 'Acción en beneficio de las mujeres con discapacidad'.

## Funcionamiento
La Fundación está inscrita en el Registro de Fundaciones del Ministerio de Sanidad, Servicios Sociales e Igualdad: 28-1764. Marta Valencia Betrán es la Presidenta de la Fundación y Ana Peláez Narváez es la Vicepresidenta Ejecutiva.